# Chiesa di Santa Maria delle Grazie (Nicolosi)
La Chiesa di Santa Maria delle Grazie è una chiesa di Nicolosi, in Sicilia.

## Storia
Sin dal XVI sec. esisteva, nel luogo ove oggi sorge la Chiesa parrocchiale S.Maria delle Grazie, una chiesetta, poco più grande di una cappella. Essa era dedicata alla Madonna di tutte le Grazie e fu l'unica a non subire danni negli eventi del 1669, tanto che, proprio qui, furono portati e conservati i paramenti sacri ed il S.S. Sacramento dalla chiesa madre. Della chiesetta originaria non rimane oggi che il sito, in quanto alla fine del secolo scorso la stessa fu completamente demolita, sacrificandola alla costruzione dell'attuale Chiesa (ciò è deprecabile perché essa costituiva l'unica testimonianza dei fabbricati anteriori al 1669).
Lo schema planimetrico è, forse, da attribuire a maestranze locali e si caratterizza, come la Chiesa di S. Giuseppe, per la luminosità interna. Nella Chiesa si conserva una pregevole statua lignea settecentesca della Madonna delle Grazie e soprattutto, di particolare importanza, la statua lignea di S. Antonio Abate. Tale statua, policroma, databile, considerate le caratteristiche intrinseche ed estrinseche, alla prima metà del 1600, è un'autentica opera d'arte. Il Santo, dal volto scuro e scavato ad indicare le sue origini africane e le assidue privazioni, è seduto e maestosamente rivestito da vesti abbaziali, contrariamente a come usava realmente. Si differenzia quindi notevolmente da quanto l'iconografia sacra ci offre riguardo allo stesso personaggio. di particolare rilievo quello dedicato a S.Biagio, con un quadro rappresentante il martirio del Santo, da collocarsi nella produzione del tardo Seicento o del primo Settecento, ed altrettanto significativo l'altare dedicato al Cristo alla Colonna, ove è posta una statua in legno precedente il 1669.